# Falerna
Falerna es una localidad italiana situada en la provincia de Catanzaro, en Calabria. Tiene una población estimada, a fines de agosto de 2022, de 3808 habitantes.

## Evolución demográfica
| Gráfica de evolución demográfica de Falerna entre 1861 y 2022 |
|                                                               |
| Fuente: ISTAT - Elaboración gráfica de Wikipedia              |